# Vocaloid
Vocaloid (ボーカロイド?, Bōkaroido) è un sintetizzatore software, ideato da Kenmochi Hideki in collaborazione con l'Università Pompeu Fabra di Barcellona, in Spagna, e sviluppato dalla Yamaha Corporation, che permette di sintetizzare la voce semplicemente immettendo il testo e la melodia di una canzone. Il sistema utilizza un'interfaccia piano roll, in cui si possono inserire le note congiunte alle sillabe (se l'applicativo non è in grado di replicare la sillaba inserita, il suono viene rimpiazzato dalla vocale A). Yamaha ha annunciato il suo sviluppo nel 2003 e nel gennaio 2004 è stata immessa sul mercato la prima versione del programma.

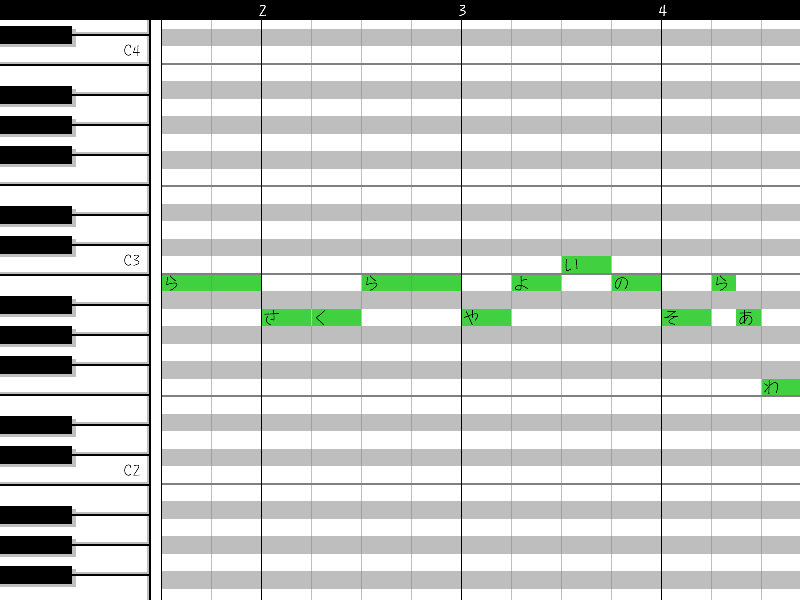
Schermata di esempio di visualizzazione del rullo per pianoforte.

Nel gennaio 2007 la Yamaha ha pubblicato una nuova versione dell'applicativo, Vocaloid2, che apportava miglioramenti nell'interfaccia utente e nella qualità del suono. Diverse case di distribuzione hanno annunciato successivamente lo sviluppo di prodotti utilizzabili con Vocaloid2. PowerFX è stata la prima a immetterne uno sul mercato, distribuito con il nome Sweet Ann. Crypton Future Media ha successivamente lanciato altri due applicativi, denominati rispettivamente Hatsune Miku e Kagamine Rin/Len, il 27 dicembre 2007. Un terzo pacchetto applicativo in grado di riprodurre voci in lingua inglese e giapponese è stato messo in commercio nel gennaio 2009, con il nome di Megurine Luka.
Nel giugno 2011 viene annunciata la terza versione del software, nella quale era possibile utilizzare le voicebanks dell'editor precedente importandole. 
I primi prodotti compatibili con la terza versione di Vocaloid sono stati Ring Suzune ed Hibiki Lui, seguiti da SeeU (primo vocaloid di lingua coreana) e Aoki Lapis. Nel novembre 2011 sono usciti altri due vocaloids totalmente spagnoli, Bruno e Clara, creati da VoctroLabs. In concomitanza è stata presentata IA, prodotta dalla stessa Yamaha.
La versione 3 del software integra nuove funzionalità:
- Multi Traccia, ovvero una base musicale abbinata ad una traccia vocale (nella versione 2 era solamente disponibile la traccia vocale)
- Ottimizzazione del mixer, che permette al compositore la visione delle tracce basi (WAV, MP3)
- Nuovo formato di salvataggio file, vsqx (la versione 2 salvava in formato vsq) e OTT
- Ottimizzazione del VST.

Nel febbraio 2012 è stato presentato VocaListener 2, funzione una volta opzionale resa permanente nel Vocaloid Editor 3, permettendo al Vocaloid di parlare e di aumentare la qualità del parlato anche con la fonetica giapponese.
Il 12 luglio 2018 viene presentata la nuova release di Vocaloid, chiamata Vocaloid5, con cui vengono introdotte per la prima volta 4 voicebank completamente gratuite distribuite insieme ad ogni copia dell'editor principale.
Una grande novità della versione 5 è la presenza di campionamenti, con oltre 1.000 frasi e 1.000 melodie; inoltre, diviene più agevole l'uso di parametri come vibrato e pitch shift, per ottenere un risultato molto più simile alla voce umana.

## Prima generazione

### LEON e LOLA
LEON e LOLA sono stati i primi Vocaloid per il Vocaloid Engine. LEON è un "cantante virtuale maschile modellato su un vero cantante professionista" ed è stato creato per l'inglese. Oltre a rivendicare il posto di primo Vocaloid, Leon e Lola sono anche i primi Vocaloid maschili e femminili per l'inglese di Vocaloid Engine stesso.

### MIRIAM
MIRIAM è il terzo Vocaloid da Zero-G ed è stato pubblicato il 1º luglio 2004. La sua voce si fonda sulla voce della cantante britannica Miriam Stockley, parte della band Adiemus.

### MEIKO
MEIKO Vocaloid è un software DTM (Musica Desktop) creato da Crypton Future Media, pubblicato il 5 novembre 2004. È il primo vocaloid giapponese, nonché primo Vocaloid giapponese femminile, che utilizza il motore Vocaloid sviluppato da Yamaha. La sua voce è fornita dalla cantante giapponese Meiko Haigō (拝郷 メイコ). L'illustrazione è stata fatta da Shogo Washizu, che viene spesso chiamato わっしー (Wasshi) e che una volta era membro di Crypton.
Anche lei possiede una versione maschile, chiamata MEITO.
È riconoscibile per i capelli corti castani e il completo rosso.

### KAITO
KAITO è un vocaloid giapponese maschile creato da Crypton Future Media ed è stato pubblicato il 17 febbraio 2006. Utilizza il vecchio motore Vocaloid sviluppato dalla Yamaha. KAITO è stato creato come controparte di MEIKO e sviluppato insieme. Il nome "KAITO" è stato scelto per la facilità con cui veniva pronunciato dai non giapponesi e per come il suo suono si sposasse bene con quello di "MEIKO", al quale è spesso associato. La voce di KAITO è campionata dal cantante giapponese Naoto Fuuga e il suo simbolo è il gelato. Il suo genderswap è chiamato KAIKO e l'illustrazione è stata fatta da Takashi Kawasaki.

## Seconda generazione

### Sweet Ann
Sweet Ann è un Vocaloid rilasciato da PowerFX. È stato il primo vocaloid creato utilizzando il software aggiornato Vocaloid2. Il suo nome è un gioco di parole basato sulle origini della casa di sviluppo che si trova appunto in Svezia (in inglese Sweden). È doppiata da una cantante australiana non precisata di nome Jody: molte persone credono che sia doppiata dalla cantante Jodi Martin.

### Hatsune Miku
È il secondo applicativo per Vocaloid2, uscito il 31 agosto 2007. Il nome del software deriva da quello del personaggio ideato per dare voce al sintetizzatore ed è la combinazione di Hatsu (初?, Prima/o), Ne (音?, suono), e Miku (未来?,  futuro), che si può tradurre come Prima voce del futuro. La voce è stata ottenuta campionando quella di Saki Fujita, una doppiatrice proveniente dal Giappone.
Un manga di sul personaggio chiamato Maker Hikōshiki Hatsune Mix è pubblicato sulla testata Comic Rush il 26 novembre 2007, edito da Jive. Il manga è disegnato da Kei, il character designer di Hatsune Miku. Al personaggio, così come a gli altri Vocaloid sviluppati dalla Crypton Future Media, sono stati intitolati anche due serie di videogiochi musicali: Hatsune Miku: Project DIVA e Hatsune Miku: Colorful Stage!.
Il suo simbolo è il porro a causa di un gioco di parole tra "NEGIES", il nome del firewall "difensivo" del sistema operativo, e "negi", che in giapponese significa porro. Ha tatuato il codice 01 in rosso sulla spalla sinistra, in quanto primo Vocaloid ad avere un personaggio, seppur virtuale, legato alla voce. Il disegno dei vocaloid venuti prima di Hatsune Miku non rappresentava il personaggio, ma era solo un'immagine sulla scatola contenente il programma.
Il 30 aprile 2010 è stata pubblicata la sua versione Append, ovvero un'estensione con miglioramento della voce. È stata poi annunciata l'uscita della versione inglese del suo voicebank.
Il genderswap, ovvero la versione di sesso opposto di Hatsune Miku, è Hatsune Mikuo.
L'aspetto di Mikuo è molto simile a quello della sua controparte femminile, ma invece della gonna ha dei pantaloni neri, porta una camicia a maniche corte e scarpe nere. In quanto "fanmade" (cioè non originale, ma creato dai fan) non è mai apparso in alcun concerto: ciononostante nel marzo 2010, sul forum giapponese dei Vocaloid, fu fatto un sondaggio sul miglior Vocaloid creato dai fan; Mikuo arrivò primo, Meiko Sakine (versione adolescente di Meiko) seconda e Akaito Shion (alterazione di Kaito) terzo.
Il suo simbolo è lo stesso di Miku, il porro.

### Kagamine Rin/Len
Uscito il 27 dicembre 2007, Kagamine Rin/Len (鏡音リン・レン?) è il terzo applicativo nella serie dei personaggi per Vocaloid2. Il pacchetto include due voci: una femminile (Rin) e una maschile (Len), entrambe campionate dalla doppiatrice giapponese Asami Shimoda. Rin e Len sono "riflessi speculari", come se fossero l'uno la versione maschile dell'altra e viceversa, e sono quasi identici sia nell'aspetto sia nell'abbigliamento.
Sebbene il fandom li chiami gemelli, la Crypton non ha rilasciato ulteriori informazioni sul grado di parentela. I loro simboli sono il mikan, un tipo di arancia giapponese, per Rin e la banana per Len. Entrambi recano il tatuaggio 02, essendo appunto i secondi ad avere un personaggio legato alle loro voci. J
In seguito a problemi riscontrati con il software, il 18 maggio 2008 è stata pubblicata la versione "ACT 2", che mira a risolvere determinati errori.

### Prima
Prima è il primo Vocaloid pubblicata dalla Zero-G il 14 gennaio 2008 su VOCALOID2. Il nome Prima deriva dal termine "prima donna", utilizzato per descrivere la donna in primo piano in una produzione teatrale e lirica e quella con più talento.

### Gackpoid
Kamui Gakupo (神威 がくぽ) o Gackpoid o Gackpo come viene anche chiamato, è uno dei sintetizzatori di Vocaloid2, creato dalla Yamaha Corporation e pubblicato da INTERNET Co. Ltd il 31 luglio 2008.
La sua voce è stata presa dal cantante giapponese Gackt d'altronde, come parte suo nome. Il suo simbolo è la melanzana, perché il colore dei suoi capelli assomiglia a quello della verdura
L'artwork della copertina del software è stato disegnato dal disegnatore Kentarō Miura e il suo genderswap, creato dai fan, si chiama Kamui Gakuko.

### Megurine Luka
Uscito il 30 gennaio 2009, Megurine Luka (巡音ルカ?) è il terzo software della serie Vocaloid2 della Crypton. È in grado di riprodurre la lingua inglese e giapponese, anche se l'accento dominante è il secondo. La voce, femminile, è stata campionata dalla doppiatrice e cantante giapponese Yū Asakawa (浅川 悠?). Il timbro è caldo e maturo, ma può essere utilizzato in maniera differente, conferendo toni più acuti.
Il suo simbolo è il tonno (in giapponese maguro, dal suono simile al suo cognome), il tatuaggio sul braccio è 03, per essere il terzo ad avere un personaggio legato alla voce, e il suo genderswap è Megurine Luki o Luke. Anche Luka è stata dotata di un Append, anche se non è stato rilasciato commercialmente.

### Megpoid
GUMI (グミ) è la mascotte di Megpoid (メグッポイド / Meguppoido), che è un sintetizzatore software di canto alimentato da Vocaloid2 e pubblicato da INTERNET Co. Ltd il 25 giugno 2009. Il nome Gumi proviene dal soprannome d'infanzia della doppiatrice, il cui nome completo è Megumi Nakajima.
La denominazione di questo prodotto è molto confusa: il software Vocaloid ha di per sé il nome Megpoid e GUMI è il personaggio avatar del software, ritratto dal disegnatore Masami Yuuki. (ゆうき まさみ, Yuuki Masami). Il suo genderswap è chiamato GUMO o GUMIYA.

### SONiKA
SONiKA è il quinto Vocaloid creato dalla Zero-G. Rilasciato il 14 luglio 2009, è la terza Vocaloid con voce inglese che utilizza la versione aggiornata di Vocaloid2. Più tardi è diventato il primo Vocaloid ad essere rilasciato in Cina. Non si sa nulla della persona che ha fornito la voce, tranne che era una cantante dilettante.

### SF-A2 miki
Kaihatsu Kodo (Codice di Sviluppo) SF-A2 miki è un Vocaloid giapponese, pubblicato il 4 dicembre 2009 su Vocaloid2 dalla AHS-Software, insieme a Kaai Yuki e Hiyama Kiyoteru. È basata sulla voce di Miki Furukawa ed è illustrata da Yusuke Kozaki. Ha l'aspetto di un androide, dall'età approssimativa di 14/15 anni, come affermato da Yusuke Kozaki stesso: essendo un androide, la sua pelle è fatta da una particolare resina. Il suo genderswap è chiamato Mikio.

### Kaai Yuki
Kaai Yuki (歌愛ユキ) è un Vocaloid giapponese, pubblicato il 4 dicembre 2009 su Vocaloid2, insieme a SF-A2 miki e Hiyama Kiyoteru. È stata sviluppata dalla AH-Software. Esteticamente è una bambina di 9 anni ed è studentessa di Hiyama Kiyoteru. Entrambi vennero accusati di pedofilia, cosa che la AHS-Software smentì subito. È doppiata da una bambina delle elementari, che per motivi legali non può essere citata.

### Hiyama Kiyoteru
Hiyama Kiyoteru (氷山 キヨテル) è un Vocaloid giapponese, pubblicato il 4 dicembre 2009 su Vocaloid2 insieme ad SF-A2 miki e Kaai Yuki. Anche questo vocaloid è stato sviluppato dalla AH-Software.: ufficialmente è il professore di Kaai Yuki ed è molto bravo in matematica. Si esibisce con la band rock Ice Mountain, con lo pseudonimo "Ice Mountain Teru" nei fine settimana ed è doppiato da Kiyoshi Hiyama.

### BIG AL
BIG AL è un Vocaloid annunciato il 21 gennaio 2007. Una versione del plugin è stata rilasciata sul sito PowerFX il 22 dicembre 2009, con una versione su DVD che è stata resa disponibile solo dopo il Natale del 2007 per Vocaloid2.
È doppiato da due doppiatori: questo è dovuto a problemi di Michael King, il doppiatore originale, che era in tournée e che quindi non poté continuare le registrazioni e sostituire quelle danneggiate. È doppiato anche da Frank Sanderson, dipendente della Power FX e della Zero-G.

### Tonio
Tonio fa seguito al successo di Prima dei Vocaloid, annunciato dalla Zero-G e rilasciato a febbraio 2010. È un cantante virtuale, modellato sulla voce di un cantante professionista di musica classica e che sfrutta Vocaloid2.

### Lily
Lily (リリィ Ririi) è un personaggio di un sintetizzatore vocale, creato dalla INTERNET Co. per Vocaloid2. Le sue caratteristiche sono state sviluppate da Yamaha, Avex Management Co. Ltd e aniM.O.V.E. .
Lily è stata pubblicata il 25 agosto 2010 e il suo design è di Kei. La sua voce proviene dalla voce di Yuri Masuda (益田 佑 里, Yuri Masuda), una cantante giapponese, nonché vocalist del gruppo m.o.v.e. Lily ha i capelli biondi lunghi ed era l'avatar di Yuri Masuda stessa, prima di venir usata come illustrazione per Vocaloid.

### VY1 Mizki
VY1 (sta per "Vocaloid Yamaha 1", è stato anche con il nome in codice di "MIZKI" in riferimento alla Hanamizuki) è il primo della serie VY sviluppato da Yamaha e prodotto da Bplats, Inc. È stato pubblicato in edizioni deluxe e standard, il 1º settembre 2010 per VOCALOID2.

### Gachapoid
Gachapoid (ガチャッポイド / Gachappoido), conosciuto anche come Ryuto (リュウト "Ryūto") è un VOCALOID2 giapponese pubblicato l'8 ottobre 2010 e prodotto dalla Internet Co., Ltd. Il suo nome segue la tradizione di Internet Co., Ltd che conferisce il carattere mascotte e il software in sé con due nomi diversi.
La denominazione di questo prodotto è molto confusa. Il software Vocaloid è di per sé sotto il nome "Gachapoid", e Ryuto è il carattere avatar del software. Esteticamente, Ryuto è un bambino dai capelli verdi, anche se in realtà rappresenta un dinosauro, protagonista di serie animate per bambini giapponese. È stato creato per un parlato fluente, utilizzando il motore Vocaloid-Flex. Questo è il motivo della sua voce "particolare".
Doppiato da Kuniko Amemiya (雨宮玖二子).

### Nekomura Iroha
Nekomura Iroha (猫 村 いろは) è un Vocaloid creato da SANRIOWAVE Co., LTD. nel 2009. Anche con una collaborazione tra AH-Software, è stata pubblicata come VOCALOID2 il 22 ottobre 2010.
"Iroha" è la variante antica giapponese di "ABC" (come si vede nella poesia giapponese Iroha) e "I, Ro, Ha" significa "A (La), B (Si), C (Do)" della scala delle sette note musicali.
È illustrato da Okama, un mangaka e illustratore giapponese. Ha i capelli rosso pallido corti. È la prima Kittyler ad essere un vocaloid, ed ha anche una storia ben strutturata. I model più famosi per MikuMikuDance di Iroha Nekomura sono creati da ISAO, e sono venduti nella rivista Windows100%. Nonostante Iroha sia una ragazza, il suo doppiatore Kyounosuke Yoshitate è un maschio.

### Utatane Piko
Utatane Piko (歌手音 ピコ) è il primo e unico Vocaloid prodotto dalla Sony Music Distribution in collaborazione con la Ki/oon Records e utilizza il motore di sintesi vocale VOCALOID2. Il suo nome risulta la combinazione di Utata (歌手 Cantante), Ne (音 Suono) e Piko (ピコ), popolare cantante Nico Nico Douga, che si può tradurre dunque come Voce del Cantante Piko.
È caratterizzato da una voce nasale e acuta, tipicamente "shota", riuscendo però a suonare bene con qualche edit anche nel range grave. Anche se si tratta di un maschio, il suo aspetto ricorda quello di una giovane ragazza, contraddistinto però da un abbigliamento futuristico spiccatamente "cyberpunk", prevalentemente bianco e nero, con luci di color verde/azzurro e da corti capelli bianchi, contrassegnati da un ciuffo di capelli sulla sommità del capo a forma della lettera "P" e infine, da un lungo cavo USB che funge come una sorta di coda. Inoltre, come anche affermato dall'illustratore della sua boxart, YukitA, l'avatar pare affetto da eterocromia (occhio destro verde, occhio sinistro azzurro). 
Il suo design venne accusato di plagio, in quanto molto simile a quello della Vocaloid SF-A2 Miki, rilasciata appena un anno prima dalla AH-Software, ma fu successivamente confermato dalla stessa azienda che Piko era originariamente nato come controparte di Miki ma che, a causa degli alti costi, ha ceduto il personaggio ad un'altra azienda. Ulteriori accuse di plagio furono post dalla Crypton Future Media per essere troppo simile ai propri avatar Character Vocal series della seconda generazione (CV01, CV02, CV03) e quindi trattasi il caso della cosiddetta "Formula Miku".
È stato rilasciato l'8 dicembre 2010, ad un prezzo di 15.750 ¥ (140€ circa), è il primo Vocaloid ad essere stato distribuito solo in download al momento del suo rilascio e, ad oggi, l'unica voicebank giapponese della seconda generazione a non essere stata aggiornata per gli engine successivi.

### Kagamine Rin/Len Append
Il 27 dicembre 2010 è stata pubblicata la versione Append dei VOCALOID2 Kagamine Rin/Len. Per "Append" si intende un'estensione e miglioramento della voce. Rin/Len Append si avvalgono di tre voci a testa: "Power", "Warm" e "Sweet" per Rin; "Power", "Cold" e "Serious" per Len.

### VY2 Yuuma
VY2 (che sta per "Yamaha Vocaloid 2", è stato anche rilasciato col nome in codice 勇马, "Yuuma", che significa "cavallo coraggioso") è il secondo della serie VY senza avatar dei Vocaloid, prodotto da Bplats VY1. Nagimiso (なぎ みそ) e Kazeno (风 乃) sono stati assunti per creare la figura per il pacchetto di VY2. Tra i fan è molto diffuso il design di 66 (roro). È stato pubblicato il 25 aprile 2011 su VOCALOID2.

## Terza generazione

### VY1v3
L'aggiornamento della VOCALOID2 VY1, pubblicato il 21 ottobre 2011. A differenza della sua versione originale, la versione V3 ha un tono di voce molto più naturale.

### MEW
MEW è un Vocaloid prodotto dalla Yamaha come primo dei VOCALOID3. La sua voce è la voce della cantante Miu Sakamoto e usa come motore il VOCALOID3. Il suo nome viene dalla pronuncia di MEW, e il gatto sulla boxart si chiama Sabami, ed è il gatto di Miu Sakamoto.

### Megpoid V3
L'aggiornamento della VOCALOID2 Megpoid. È stata pubblicata il 21 ottobre 2011 e contiene quattro voci ("Power", "Adult", "Sweet" e "Whisper").

### SeeU
SeeU (in coreano 시유, in giapponese シユ) è un voicebank per VOCALOID3, il primo Vocaloid coreano e giapponese quindi il primo Vocaloid "coreano/giapponese bilingue". La voce è dell'artista Kim Da Hee (Ex membro della band K-pop femminile Glam). Il suo rilascio è avvenuto nel 21 ottobre 2011 (Corea del Sud) e il 16 dicembre 2011 (Giappone). Il suo genderswap, mostrato l'11 agosto 2015, si chiama ZeeU.

### OLIVER
OLIVER è un Vocaloid inglese sviluppato dalla PowerFX e dalla nuova compagnia dei VOCALOID, VocaTone. La sua voce è di un ragazzo tredicenne proveniente dalla Bretagna, il cui nome, per motivi legali, non può essere reso pubblico. È un soprano ed è il primo Vocaloid maschile piccolo che non utilizza una voce maschile adulta ed è il primo Vocaloid in lingua inglese su VOCALOID3. È illustrato da LawlietLK, insieme ad un uccellino, un cardellino americano spesso chiamato dai fan "James".

### CUL
CUL (カル Karu) è la mascotte e conduttrice dello show Vocalo-Revolution. Il suo nome ha un duplice significato: CUL per Culture e CUL per Culnoza. Quando conduceva Vocalo-Revolution non aveva ancora una voce, così si ritrovò ad essere doppiata da VY1. Solo in seguito venne fatto un sondaggio per scegliere la voce di CUL, e i fan scelsero la cantante e doppiatrice Eri Kitamura. È stata rilasciata per VOCALOID3 il 22 dicembre 2011 dalla Internet Co.

### Yuzuki Yukari
Yuzuki Yukari (結月ゆかり) è il primo Vocaloid sviluppato per VOCALOID3 della AH-Software e VocaloMakets. È il primo caso di Vocaloid ad avere un voicebank anche per Voiceroid+, un programma sviluppato dalla AHS Software con l'abilità di riprodurre un parlato fluente e realistico. Il suo nome significa "vi unisce tutti con la sua voce", scritta che appare in inglese sulla sua boxart e all'interno del suo bracciale. Doppiata da Chihiro Ishiguro. Un voicebank per CeVIO AI è stato rilasciato il 29 Gennaio 2021.

### Bruno
Bruno è il primo Vocaloid capace di cantare in spagnolo insieme a Clara, sua controparte femminile. È prodotto dalla Voctro-Labs ed è venduto in diversi pacchetti: voicebank, voicebank più editor, voicebank più Clara.

### Clara
Clara è la controparte femminile di Bruno, e con lui è la prima Vocaloid capace di cantare in spagnolo. È prodotta dalla Voctro-Labs e viene venduta in vari pacchetti: quello solo voicebank, voicebank più editor, voicebank di Clara più Bruno.

### IA
IA - ARIA ON THE PLANETES - (イア) è un vocaloid doppiato dalla cantante giapponese Lia, conosciuta per Tori no Uta, usata come canzone di apertura della visual novel Air. Il suo design è stato definito da Aka Akasaka. IA proviene dalla fine del nome della propria doppiatrice, Lia. Esiste da sua versione genderswap IO o IAN. IA è stata pubblicata il 27 gennaio 2012 e distribuita dalla 1st Place. Il 27 giugno 2014 è stata pubblicata una sua nuova voicebank, IA ROCKS. Entrambi i pacchetti sono stati rilasciato su VOCALOID3.

### Megpoid Native
Aggiornamento speciale della VOCALOID2 Megpoid. Rilasciato nel 16 marzo 2012, questa voce riproduce in modo fedele la voce originale di Megpoid ai tempi di VOCALOID2.

### Aoki Lapis
Aoki Lapis (蒼姫ラピス) fa parte dei vocaloid rilasciati su VOCALOID3. Pubblicata il 6 aprile 2012, è il primo vocaloid prodotto dalla I-Style Project. Prima di avere un nome era conosciuta come I-Style Chan. La pietra che la rappresenta è il Paraiba Tourmaline, che ha incastonata nelle cuffie/fermacapelli. È anche una dei primi VOCALOID ad essere utilizzabile su iVOCALOID (applicazione per iPad) e ad avere una SE (Second Edition). È la sorella minore di Merli. La sua voice provider è la doppiatrice Nako Eguchi  (江口 菜子). 

### Lily V3
L'aggiornamento della VOCALOID2 Lily. È stata pubblicata il 19 aprile 2012 e contiene due voci: una voce "Upgrade" con un tono più naturale e una voce "Native" che invece, riproduce in modo fedele la voce originale di Lily ai tempi di VOCALOID2.

### Tone Rion
Tone Rion (兎眠 りおん) è il nome di un Vocaloid femminile sviluppato da MoeJapan su VOCALOID3. È nota per la sua graziosa voce nasale. Il nome deriva dal Kanji 兎 (Usagi, cioè coniglio) e 眠 (Nemuri, cioè sonno).
Il suo concept prevede che Rion sia una maid proveniente dal 3011 che vuole diventare un Idol, e va al Dear Stage di Akihabara.

### Luo Tianyi
Luo Tianyi (洛天依, 洛 è il cognome, 天依 il nome) è la vincitrice del contest per il design del primo Vocaloid cinese. Fa parte dei Vocaloid rilasciati su VOCALOID3, e il suo nome originario era Yayin Gongyu. Terminato il concorso, le sono stati modificati nome e abiti. Viene pubblicata il 12 luglio 2012.
Le è stato dedicato un anime di cinque brevi episodi di nome Vocaloid China Project, in cui compaiono gli altri quattro personaggi del VCP: Yuezheng Ling (乐正绫, 乐正 il cognome, 绫 il nome), Yuezheng Longya (乐正龙牙, 乐正 il cognome, 龙牙 il nome), Zhiyu Moke (徵羽摩柯, 徵羽 il cognome, 摩柯 il nome), Mo Qingxian (墨清弦, 墨 il cognome, 清弦 il nome).
Ha 15 anni ed è un angelo venuto sulla Terra con la missione di diffondere la musica nel mondo. Ammira moltissimo gli altri VOCALOID e sogna di poter fare la loro stessa cosa un giorno, ovvero portare la felicità al mondo con le canzoni. Sebbene non riesca a comunicare con gli esseri umani a causa dei problemi linguistici tra gli esseri umani e i Vocaloid, è molto sensibile alle emozioni altrui e può usare le canzoni per esprimere le proprie emozioni e i propri pensieri. Può individuare la canzone nel cuore delle persone. La "Canzone" può essere espressa come il sentimento più forte che prova la persona in quel momento o una melodia che la rappresenta. Anche se la persona non può esprimere la propria canzone, Tianyi può comunque sentirla e cantarla. Di carattere introverso, è il tipo di persona che non si arrende facilmente.
La sua voice provider è la doppiatrice cinese Shan Xin (山新).
Ha due genderswap: Tianer e Tianlang.
Il nome "Tianer" è stato scelto perché l'ideogramma "yi" (依) di Tianyi si pronuncia come "uno" (一), e "er" significa "due" (二).

### Gackpoid V3
L'aggiornamento del VOCALOID2 Gackpoid. È stato pubblicato il 13 luglio 2012 e contiene tre voci: "Power", "Whisper" e "Native".

### VY2v3
L'aggiornamento del VOCALOID2 VY2. È stato pubblicato il 19 ottobre 2012 e contiene due voci: una "Standard" e una "Falsetto".

### MAYU
MAYU è una Vocaloid femminile, caratterizzara dalla sua voce molto graziosa. Anche se sembra molto dolce, viene considerata dai fan una Yandere, infatti in molte canzoni viene raffigurata con un'ascia insanguinata. È spesso rappresentata con un coniglio di pezza, Usano Mimi (gioco di parole, significa Orecchie da coniglio), che funge anche da microfono. Per la rivista Windows100% è stato rilasciato un model per MikuMikuDance creato da Saboten.

### AVANNA
AVANNA è un Vocaloid prodotto dalla Zero-G, creatori dei primi VOCALOID, LEON e LOLA. È illustrata dalla producer Empath-P (AkiGlancy) ed è basata su un concept celtico. AkiGlancy ha ammesso di volerle dare un concept che ricordasse un elfo, ma la Zero-G non accettò. Tuttavia sulla sua boxart è possibile vedere in trasparenza una sua versione più somigliante ad un elfo.
È il primo e unico Vocaloid della Zero-G rilasciato su VOCALOID3.

### KAITO V3
L'aggiornamento del VOCALOID1 KAITO pubblicato il 15 febbraio 2013 sia per PC che per Mac. Ha tre voci giapponesi ("Straight", "Soft" e "Whisper") e una voce inglese.

### Megpoid English
Terzo aggiornamento del VOCALOID2 Megpoid. Rilasciato nel 28 febbraio 2013, contiene una sola voce interamente in lingua inglese.

### Zola project
Si tratta di tre Vocaloid (YUU, KYO e WIL) creati per il decimo anniversario di VOCALOID. I loro doppiatori sono tre cantanti (Minorun, NANOX. e Maui) che hanno realizzato, insieme, tre canzoni.

### YANHE
YANHE (言和, Yánhé) è un Vocaloid cinese, creato da Bplats, Inc. in collaborazione con YAMAHA su VOCALOID3. La sua voice provider è Seira Ryū, una doppiatrice bilingue cinese-giapponese.

### Hatsune Miku V3 English
Primo aggiornamento del VOCALOID2 Hatsune Miku su VOCALOID3. Rilasciato nel 31 agosto 2013 tramite download, contiene una sola voce interamente in lingua inglese. La copia fisica è stata resa disponibile da settembre 2013.

### YOHIOloid
È un Vocaloid pubblicato nel maggio 2013. È un vocaloid della PowerFX e può cantare in inglese e giapponese, di cui il voice provider è YOHIO, un cantante svedese conosciuto anche in Giappone.

### Hatsune Miku V3
L'aggiornamento della VOCALOID2 Hatsune Miku pubblicata il 26 settembre 2013 sia per PC che per Mac. Ha quattro voci giapponesi: "Soft", "Solid", "Dark" e "Sweet". Successivamente sono state rese disponibili tramite download altre due voci, sempre giapponesi: "Vivid" e "Light".

### MAIKA
È un Vocaloid spagnolo rilasciato dalla Voctro Labs, come Bruno e Clara. È stata pubblicata il 18 dicembre 2013 e può cantare principalmente in spagnolo, ma con la modifica di fonemi può cantare anche in inglese, giapponese, portoghese (brasiliano), italiano e catalano.

### Merli
Merli è un Vocaloid prodotto dalla I-Style Project su VOCALOID3. È la sorella maggiore di Aoki Lapis e la pietra da cui prende spunto è la Merlinite. Con lei si ha per la prima volta il concetto di "fratellanza" tra VOCALOID. Rappresenta l'oscurità, mentre sua sorella Lapis la luce. La sua voice provider, che venne selezionata attraverso un concorsco, è Misaki Kamata (鎌田美沙紀).

### Macne Nana
Macne Nana è un Vocaloid giapponese e inglese pubblicato nel gennaio 2014, sviluppato e distribuito dalla Bplats, Inc. sotto la YAMAHA Corporation, in collaborazione con Macne Nana Project (MI7 Japan Inc.) su VOCALOID3. Il suo voice provider è Haruna Ikezawa, attrice e doppiatrice giapponese. Inoltre è il primo della famiglia Macne ad essere diventato un VOCALOID, perché tutti i membri Macne (inclusa Nana) sono degli UTAU.

### MEIKO V3
L'aggiornamento del VOCALOID1 MEIKO pubblicato il 4 febbraio 2014 sia per PC che per Mac. Ha quattro voci giapponesi ("Power", "Straight", "Dark" e "Whisper") e una voce inglese.

### Kokone
Kokone è un Vocaloid pubblicato il 14 febbraio 2014 sviluppato dalla Internet Co. Ltd. su VOCALOID3. Il Vocaloid è compatibile anche per Cubase NEO. Il suo nome significa "il suono del cuore" (Koko = Kokoro = Cuore) (Ne = Oto = Suono). La voice provider non è mai stata rivelata.

### Anon e Kanon
Sono dei Vocaloid giapponesi sviluppate e distribuite da Bplats, inc, sono state rilasciate nel marzo 2014 per VOCALOID3 engine, le loro Voice Provider non sono mai state rivelate. Sono disponibili sia per Windows che per Mac. Una versione scaricabile del Software è stata pubblicata il 3 marzo, mentre una versione pacchettizzata è stata pubblicata più tardi nello stesso mese. Sono rappresentate come gemelle, gli abiti delle ragazze sono simili ma non identici, alcuni dettagli sono speculari o leggermente alterati.

### V Flower
V Flower è un Vocaloid della Gynoid Co. annunciato nell'aprile del 2014. Nel 9 maggio 2014 è stato possibile acquistarlo in rete, ma si è potuto acquistare fisicamente (la confezione) il 16 luglio 2014.
Inoltre è lei a cantare la versione alternativa di "Leia" di Megurine Luka.

### Tohoku Zunko
Tohoku Zunko è un Vocaloid giapponese creato e distribuito da AH-Software Co. Ltd, pubblicata il giugno 2014 per VOCALOID3. Inizialmente era stata creata per supportare la regione giapponese di Tohoku, colpita da uno tsunami nel 2011. Essa ha anche una versione Voceroid+ e un voicebank per CeVIO AI. Il suo voice provider è Satomi Satō, doppiatrice giapponese.

### IA ROCKS
Aggiornamento speciale per la VOCALOID3 IA. Rilasciata il 27 giugno 2014, questa voce è portata per il genere rock rispetto alla voce originale.

### Galaco NEO
L'aggiornamento della VOCALOID3 privata Galaco. È stata rilasciata commercialmente il 5 agosto 2014 e contiene due voci: una voce detta "Red" basata sulla voce della versione Prize e una voce "Blue" che invece ha un tono diverso e molto più naturale rispetto alla versione originale.

### Rana
Rana è un Vocaloid giapponese sviluppato da We've Inc. e distribuito dalla Internet Co.  Ltd. È stata rilasciata per VOCALOID3. Il suo voice provider è Ai Kakuma (加 隈 Kakuma Ai), una doppiatrice giapponese. La sua voce è stata descritta da Kasane, un produttore a cui è stato concesso l'uso precoce di Rana, come maschiaccio e adatta al rock. Attualmente è stata confermata solo per essere a disposizione della rivista Vocalo-P ni Naritai, ed è incerta la possibilità di un suo rilascio fisico o digitale.
A causa del metodo di ottenimento di Rana, lei è un VOCALOID esclusivo per il Giappone, ed è attualmente impossibile ricevere una copia completa, se non si dispone di un indirizzo postale giapponese da cui inviare i biglietti. È la prima VOCALOID rilasciata con restrizioni permanenti che impediscono agli utenti stranieri di ottenere la copia completa a causa di motivi legali.

### Gachapoid V3
L'aggiornamento del VOCALOID2 Gachapoid, pubblicato il 17 ottobre 2014. A differenza di tutti gli altri aggiornamenti, quello di Gachapoid è stato reso disponibile solo tramite download.

### Chika
Chika è un Vocaloid giapponese sviluppato e distribuito da Internet Co. Ltd. ed è stato rilasciato nel mese di ottobre 2014 per il motore VOCALOID3. È doppiata da Chiaki Ito (伊藤 千晃 Itou Chiaki), un membro del gruppo pop giapponese AAA.

### Xin Hua
Xin Hua (心華, Xīn Huá) è la terza Vocaloid cinese ad essere stata rilasciata, ma la quinta ad essere annunciata. È stata prodotta per Gynoid in Taiwan e, proprio per questa ragione, ha un accento taiwanese marcato. La sua produzione è durata circa due anni, tenuta segreta quasi fino alla sua uscita. Per la durata della sua produzione si è scelto dunque di mantenerla su VOCALOID3. La sua voice provider è Wenyi Wang (王文儀 Wáng Wényí) un'aspirante doppiatrice taiwanese.

### Yuezheng Ling
Yuezheng Ling (乐正绫, Yuèzhèng Líng) è la quarta Vocaloid cinese ad essere rilasciata, ma una delle prime ad essere state create. È stata prodotta dalla Shanghai HENIAN Information Technology Co. Ltd. Nonostante esistesse già VOCALOID4 al suo rilascio, avvenuto il 17 luglio 2015, è stato deciso di rilasciarla nella versione precedente. La sua doppiatrice è la cantante e cosplayer cinese QI Inory (祈Inory Qí Inory).

## Quarta generazione

### VY1v4
L'aggiornamento della VOCALOID2 VY1. Contiene quattro voci: "Natural", "Normal", "Power" e "Soft". Fu pubblicata il 17 dicembre 2014 sia per Microsoft Windows che per macOS limitatamente per gli utenti di Cubase.

### CYBER DIVA
CYBER DIVA è una Vocaloid pubblicata il 4 febbraio 2015 su VOCALOID4, ed è la prima Vocaloid americana della YAMAHA. La sua doppiatrice è Jenny Shima, cantante americana, attrice teatrale e modella. È la controparte di CYBER SONGMAN.

### Yuzuki Yukari V4
L'aggiornamento della VOCALOID3 Yuzuki Yukari. È stata pubblicata il 18 marzo 2015 e contiene tre voci giapponesi: "Natural", "Soft" e "Power".

### Megurine Luka V4X
L'aggiornamento della VOCALOID2 Megurine Luka pubblicata il 19 marzo 2015 sia per PC che per Mac. Ha due voci giapponesi ("Soft" e "Hard") e due inglesi ("Straight" e "Soft").

### Gackpoid V4
L'aggiornamento del VOCALOID2 Gackpoid. Fu annunciato il 31 marzo 2015, ma fu pubblicato il 30 aprile. Contiene tre voci giapponesi: "Native", "Power" e "Whisper".

### SF-A2 miki V4
L'aggiornamento del VOCALOID2 SF-A2 miki. Rilasciata il 18 giugno 2015, contiene una voce giapponese detta "Natural".

### Nekomura Iroha V4
L'aggiornamento della VOCALOID2 Nekomura Iroha. Rilasciata il 18 giugno 2015, contiene due voci giapponesi: "Natural" e "Soft".

### V4 flower
L'aggiornamento del VOCALOID3 V flower. Fu annunciata il 23 aprile 2015, ma fu pubblicata il 16 giugno. La boxart è stata illustrata da △○□× (Miwasiba).

### Sachiko
Una delle prime Vocaloid della nuova generazione, è stata rilasciata in download digitale il 27 luglio 2015 dalla YAMAHA su VOCALOID4, mentre la copia fisica è stata rilasciata ad agosto. La sua doppiatrice è la cantante giapponese Sachiko Kobayashi (小林 幸子 Kobayashi Sachiko).

### ARSLOID
Primo Vocaloid maschile della YAMAHA in collaborazione con la Universal Music Japan su VOCALOID4. Anche se inizialmente si era dubbiosi sul lancio commerciale, fu distribuito il 23 settembre 2015. ARSLOID è fornito di tre voci giapponesi, una voce standard detta "ARSLOID", una voce "Bright" e una voce "Soft". Il suo doppiatore è Akira Kano (神生 マキラ Kano Akira), membro del dance group giapponese ARSMAGNA.

### RUBY
Prima Vocaloid sviluppata da una compagnia indipendente. Fu rilasciata in download digitale il 7 ottobre 2015 e, il successivo 12 dicembre, è stata resa disponibile la copia fisica nello stesso anno su VOCALOID4, distribuita dalla PowerFX. Inizialmente doveva essere rilasciata per VOCALOID3 ma con l'avvento della nuova generazione si è deciso di spostare il progetto su VOCALOID4.
RUBY è una Vocaloid inglese con fonemi in grado di farla cantare in giapponese. La sua doppiatrice è Misha, una YouTuber statunitense famosa per essere anche la doppiatrice dell'UTAU giapponese Makune Hachi. L'illustrazione del personaggio è stata realizzata da Natasha Allegri.

### Kaai Yuki V4
L'aggiornamento del VOCALOID2 Kaai Yuki. Rilasciata il 29 ottobre 2015, contiene una voce giapponese detta "Natural".

### Hiyama Kiyoteru V4
L'aggiornamento del VOCALOID2 Hiyama Kiyoteru. Rilasciato il 29 ottobre 2015, contiene due voci giapponesi: "Natural" e "Rock".

### Megpoid V4
L'aggiornamento del VOCALOID2 Megpoid. Rilasciata il 5 novembre 2015, contiene dieci voci giapponesi (5 voci aggiornate più 5 voci variabili): "Native", "Adult", "Power", "Sweet", "Whisper", "Native Fat", "Mellow Adult", "Power Fat", "Natural Sweet" e "Soft Wisper".

### DEX
Vocaloid inglese maschile della Zero-G, fu pubblicato il 20 novembre 2015 sia per PC sia per MAC su VOCALOID4. Ispirato dal romanzo The Fox and the Hound, inizialmente nel suo design originale erano previste orecchie e coda da lupo. Il suo doppiatore è Kenji-B, un Vocaloid-P americano conosciuto su YouTube come Nostraightanswer. È la controparte di DAINA.

### DAINA
Vocaloid inglese femminile della Zero-G, fu pubblicato il 20 novembre 2015 sia per PC sia per MAC su VOCALOID4. Ispirato dal romanzo The Fox and the Hound, inizialmente nel suo design originale erano previste orecchie e coda da volpe. La sua doppiatrice è AkiGlancy, una Vocaloid-P americana conosciuta su YouTube come Empath-P. È la controparte di DEX.

### Rana V4
L'aggiornamento del VOCALOID3 Rana. Rilasciata il 1º dicembre 2015, è stata rilasciata in due versioni: Una versione "Upgrade", per coloro che possedevano la versione precedente di Rana disponibile solo tramite magazine e una versione "Classica", per coloro che non erano riusciti ad ottenere la suddetta versione.

### Kagamine Rin/Len V4X
L'aggiornamento dei VOCALOID2 Kagamine Rin/Len pubblicato il 25 dicembre 2015 sia per PC che per Mac. Ogni personaggio ha tre voci giapponesi ("Power", "Warm" e "Sweet" per Rin; "Power", "Cold", e "Serious" per Len) e una inglese.

### Unity-chan!
Otori Kohaku e AKAZA. Sono dei Vocaloid giapponesi sviluppate e distribuite dalla Unity Technologies Japan. Sono state rilasciate il 14 gennaio 2016 per VOCALOID4 ed entrambe sono doppiate dalla doppiatrice Asuka Kakumoto (角元 明日香 Kakumoto Asuka). Sono disponibili sia per Windows che per Mac.

### Fukase
Vocaloid maschile rilasciato per VOCALOID4 il 28 gennaio 2016 dalla YAMAHA. Il personaggio possiede due voci giapponesi ("Normal" e "Soft") e una inglese. L'illustratore è Mikuma ed è stato scelto tramite un contest su Pixiv. Il suo doppiatore è Satoshi Fukase (深瀬 慧 Fukase Satoshi), frontman della band SEKAI NO OWARI.
È sempre accompagnato da un essere umanoide chiamato Point.

### Xingchen
Xingchen (星尘, Xīngchén), conosciuta anche come Stardust, è il primo Vocaloid cinese ad essere rilasciato su VOCALOID4. È stato pubblicato il 13 aprile 2016 dalla Quadimension in collaborazione con la Shanghai HENIAN Information Technology Co. Ltd. La sua doppiatrice è l'utaite cinese Chalili (茶理理 Chálǐlǐ). Un voicebank AI per Synthesizer V Studio è stato rilasciato il 20 febbraio 2022.

### Otomachi Una
Otomachi Una (音街ウナ) è un Vocaloid pubblicato il 30 luglio 2016 dalla Internet and Co. in collaborazione con la MTK Inc. su VOCALOID4. Il personaggio possiede due voci giapponesi: "Sugar" una voce dal tono dolce e "Spicy" una voce consigliata per il rock. La sua doppiatrice è Aimi Tanaka (田中 あいみ Tanaka Aimi), famosa per aver doppiato Umaru Doma nell'anime Himouto! Umaru-chan.

### Hatsune Miku V4X
L'aggiornamento della VOCALOID2 Hatsune Miku pubblicata il 31 agosto 2016 sia per PC che per Mac. Ha cinque voci giapponesi ("Original", "Soft", "Solid", "Dark" e "Sweet") e una voce inglese. 

### Tohoku Zunko V4
L'aggiornamento del VOCALOID3 Tohoku Zunko. Rilasciata il 27 ottobre 2016, contiene una voce giapponese detta "Natural".

### Cyber Songman
CYBER SONGMAN è un Vocaloid pubblicato il 31 ottobre 2016 su VOCALOID4, ed è il primo Vocaloid americano della YAMAHA. Non ci sono ancora informazioni riguardo al suo voice provider. È la controparte di CYBER DIVA.

### Macne Nana V4
L'aggiornamento della VOCALOID3 Macne Nana pubblicata il 15 dicembre 2015 sia per PC che per Mac. Ha una voce giapponese detta "Natural" e una voce inglese.
È prodotta dalla MI7 Japan Inc., distribuita dalla AH-Software ed è venduta in diversi pacchetti: voicebank separati, voicebank più editor, voicebank più Petit.

### Macne Petit
Macne Petit è un Vocaloid giapponese pubblicato il 15 dicembre 2015, sviluppato e distribuito dalla AH-Software, in collaborazione con Macne Nana Project (MI7 Japan Inc.) su VOCALOID4. Ha dieci anni ed è la sorella minore di Nana. Il suo voice provider è Haruna Ikezawa (池澤 春菜 Ikezawa Haruna), attrice giapponese, nonché la stessa voice provider di Macne Nana. È la seconda della famiglia Macne ad essere diventato un VOCALOID, perché tutti i membri Macne (incluse Nana e Petit) sono degli UTAU.
Macne Petit è venduta in diversi pacchetti: voicebank, voicebank più editor, voicebank più Macne Nana.

### UNI
UNI (유니) è la prima Vocaloid coreana ad essere rilasciata su VOCALOID4, seconda a cantare in questa lingua. È stata pubblicata il 14 febbraio 2017 ed è sviluppata dalla ST Media, in collaborazione con la SBS A&T Co. e Vocaloid Empire. Il suo voice provider è Jung Eun Lee (이정은), cantante e doppiatrice sudcoreana, nota principalmente nel campo delle sigle dei cartoni animati. Il suo concept art è stato illustrato da K170, mentre il suo design finale è opera di OSUK2.

### Tone Rion V4
L'aggiornamento della VOCALOID3 Tone Rion. Fu annunciata il 27 dicembre 2016, ma fu pubblicata il 16 febbraio 2017. La boxart è stata illustrata da Yukiko Horiguchi (堀口 悠紀子 Horiguchi Yukiko), famosa per essere l'illustratrice dell'anime K-On!.

### Yumemi Nemu
Yumemi Nemu (夢眠ネム) è un Vocaloid giapponese pubblicato il 16 febbraio 2017 su VOCALOID4, sviluppato dalla Moe Japan. Il suo voice provider è Nemu Yumemi (夢眠ねむ Yumemi Nemu) una modella, DJ e idol giapponese componente del gruppo Dempagumi.inc, nonché la stessa voice provider di Tone Rion.
La boxart è stata illustrata da Yukiko Horiguchi (堀口 悠紀子 Horiguchi Yukiko) ed è sempre accompagnata da un tanuki verde acqua chiamato Tanuqn.

### Yuezheng Longya
Yuezheng Longya (乐正龙牙 Yuèzhèng Lóngyá) è il primo Vocaloid cinese maschile ad essere pubblicato il 24 giugno 2017 su VOCALOID4. È stato prodotto dalla Shanghai HENIAN Information Technology Co. Ltd. Il personaggio possiede due voci cinesi: "Chun" ovvero una voce standard e "Ya" una voce dal tono più dolce. Il suo doppiatore è il cantante e doppiatore cinese Jie Zhang (张杰 Zhāng Jié).

### AZUKI
Masaoka Azuki (正岡小豆) è un Vocaloid giapponese pubblicato il 12 luglio 2017 su VOCALOID4, sviluppato dalla SEGA in collaborazione con la YAMAHA. Il suo voice provider è Yuka Outsubo (大坪由佳 Outsubo Yuka) una cantante e doppiatrice giapponese, ex membro dalla band SmileY Inc.
Originariamente il personaggio di AZUKI esisteva ai tempi di VOCALOID2 come Vocaloid privato, dove la sua voicebank è stata creata per la serie di videogiochi SEGA Project 575. Assieme a Kobayashi Matcha e Galaco sono le uniche Vocaloid private ad essere diventate e rilasciate commercialmente per il pubblico.

### MATCHA
Kobayashi Matcha (小林抹茶) è un Vocaloid giapponese pubblicato il 12 luglio 2017 su VOCALOID4, sviluppato dalla SEGA in collaborazione con la YAMAHA. Il suo voice provider è Ayaka Oohashi (大橋彩香 Oohashi Ayaka) una cantante e doppiatrice giapponese, famosa per aver doppiato Koharu Tanaka nell'anime Tesagure! Bukatsu-mono.
Originariamente il personaggio di MATCHA esisteva ai tempi di VOCALOID2 come Vocaloid privato, dove la sua voicebank è stata creata per la serie di videogiochi SEGA Project 575. Assieme a Masaoka Azuki e Galaco sono le uniche Vocaloid private ad essere diventate e rilasciate commercialmente per il pubblico.

### LUMi
LUMi è un Vocaloid giapponese pubblicato il 30 agosto 2017 su VOCALOID4, sviluppato e distribuito dalla Akatsuki Virtual Artists. Il suo voice provider è Sayaka Ōhara (大原 さやか Ohara Sayaka) una doppiatrice giapponese, famosa per aver doppiato Elsa Scarlett nell'anime Fairy Tail e Michiru Kaiou nell'anime Sailor Moon Crystal.

### Xin Hua V4
L'aggiornamento della VOCALOID3 Xin Hua. Fu annunciata il 21 agosto 2017, ma la sua versione in download digitale è stata pubblicata il 1º settembre 2017. La boxart, che è stata resa disponibile il 7 settembre 2017, è stata illustrata da ZARD.

### Hatsune Miku V4 Chinese
Secondo aggiornamento del VOCALOID2 Hatsune Miku su VOCALOID4. Rilasciato il 5 settembre 2017, contiene una sola voce interamente in lingua cinese mandarino. Grazie a quest'aggiornamento, Hatsune Miku è divenuto il primo Vocaloid trilingue della storia del software.

### Xin Hua Japanese
Secondo aggiornamento del VOCALOID3 Xin Hua su VOCALOID4. Rilasciato il 22 settembre 2017, contiene due voci interamente in lingua giapponese: "Natural" e "Power".

### Luo Tianyi V4
L'aggiornamento del VOCALOID3 Luo Tianyi. Rilasciata il 30 dicembre 2017, contiene due voci cinesi: "Meng" ovvero una voce dal suono naturale e "Ning" una voce dal tono potente.

### Kizuna Akari
Kizuna Akari (紲星あかり) è un Vocaloid giapponese pubblicato il 26 aprile 2018 su VOCALOID4 della AH-Software e VocaloMakets. Come è accaduto a Yuzuki Yukari e Tohuko Zunko, si tratta anch'essa di un Vocaloid ad avere un voicebank anche per Voiceroid+, il programma sviluppato dalla AHS Software con l'abilità di riprodurre un parlato fluente e realistico. Inoltre come accade con Yukari, il suo nome significa "vi illumina tutti con la sua voce", scritta che appare in inglese sulla sua boxart e all'interno del suo bracciale. Il suo voice provider è Madoka Yonezawa (米澤 円 Yonezawa Madoka) una cantante e doppiatrice giapponese, famosa per aver doppiato Yui Hirasawa nell'anime K-On!.

### Luo Tianyi V4 Japanese
Secondo aggiornamento del VOCALOID3 Luo Tianyi su VOCALOID4. Rilasciato il 18 maggio 2018, contiene due voci interamente in lingua giapponese: "Natural" e "Sweet". Parte del voicebank è stato doppiato della cantante e VTuber Kano/Mahoro Kano (鹿乃 / 鹿乃 まほろ).

### Mirai Komachi
Mirai Komachi (ミライ小町) è un Vocaloid giapponese pubblicato il 24 maggio 2018 su VOCALOID4, sviluppato dalla Bandai Namco Studio, Inc. in collaborazione con la YAMAHA. La boxart è stata illustrata da Mr. Dotaman (Mr.ドットマン). Non ci sono ancora informazioni riguardo alla sua voice provider.

### Zhiyu Moke
Zhiyu Moke (徵羽 摩柯, Zhīyǔ Mókē) è il secondo Vocaloid cinese maschile ad essere rilasciato, ma una dei primi ad essere stati creati. È stato prodotto dalla Shanghai HENIAN Information Technology Co. Ltd. Nonostante esistesse già VOCALOID5 al suo rilascio, avvenuto il 16 luglio 2018, è stato deciso di rilasciarlo nella versione precedente. Il suo voice provider è Shangqing Su (苏尚卿 Sū Shàngqīng), un doppiatore cinese.

### Mo Qingxian
Mo Qingxian (墨 清弦, Mò Qīngxián) è l'ultima dei "VOCALOID CHINA" ad essere rilasciata, ma una delle prime ad essere state create. È stata prodotta dalla Shanghai HENIAN Information Technology Co. Ltd. Nonostante esistesse già VOCALOID5 al suo rilascio, avvenuto il 2 agosto 2018, è stato deciso di rilasciarla nella versione precedente. Il suo voice provider è Mingyue (冥月 Míngyuè), una cantante cinese.

### Piapro characters super pack
Il PIAPRO CHARACTERS SUPER PACK (ピアプロキャラクターズ・スーパーパック) è un pacchetto di sei voci pubblicato il 30 agosto 2024 su VOCALOID4, sviluppato dalla Crypton Future Media. Il pacchetto contiene sei voci rivisitate dei personaggi distribuiti dalla Crypton (Hatsune Miku, Kagamine Rin e Len, Megurine Luka, KAITO e MEIKO).
A partire dall'11 giugno 2025, con l'aggiornamento 6.6.0 di VOCALOID6, la voce di Hatsune Miku proveniente dal SUPER PACK viene inclusa gratuitamente in ogni copia del software insieme ai Vocaloid della "Silhouette Series".

## Quinta generazione

### Standard Vocals - V5
Il pacchetto contiene 4 personaggi: Amy, Chris, Kaori e Ken. Sono dei Vocaloid inglesi (Amy e Chris) e giapponesi (Kaori e Ken) sviluppati dalla YAMAHA. Introdotti come Vocaloid "Standard", sono compresi in ogni copia del software VOCALOID5, pubblicato il 12 luglio 2018. Non ci sono ancora informazioni riguardo ai loro voice provider.

### Cyber diva II
L'aggiornamento del VOCALOID4 CYBER DIVA. Rilasciata il 12 luglio 2018, è compresa in ogni copia "Premium" del software VOCALOID5.

### Cyber songman II
L'aggiornamento del VOCALOID4 CYBER SONGMAN. Rilasciato il 12 luglio 2018, è compreso in ogni copia "Premium" del software VOCALOID5.

### VY1v5
L'aggiornamento del VOCALOID2 VY1. Rilasciata il 12 luglio 2018, è compresa in ogni copia "Premium" del software VOCALOID5.

### VY2v5
L'aggiornamento del VOCALOID2 VY2. Rilasciato il 12 luglio 2018, è compreso in ogni copia "Premium" del software VOCALOID5.

### Haruno Sora
Haruno Sora (桜乃そら) è un Vocaloid giapponese pubblicato il 26 luglio 2018 su VOCALOID5 della AH-Software. Il personaggio possiede due voci giapponesi: "Natural" una voce dal tono dolce e "Cool" una voce dal tono potente. Come è accaduto con Yuzuki Yukari, Tohuko Zunko e Kizuna Akari, si tratta anch'essa di un Vocaloid ad avere un voicebank anche per Voiceroid+, il programma sviluppato dalla AHS Software con l'abilità di riprodurre un parlato fluente e realistico. Il suo voice provider è Kikuko Inoue (井上 喜久子 Inoue Kikuko) una doppiatrice e cantante giapponese, famosa per aver doppiato Lust nell'anime Fullmetal Alchemist.

### MEIKA Hime & Mikoto
MEIKA Hime & Mikoto (鳴花 ヒメ・ミコト) sono dei Vocaloid giapponesi pubblicati il 30 marzo 2019 su VOCALOID5 dalla Gynoid Co. Il loro voice provider è Kotori Kowai (小岩井ことり Kowari Kotori) una doppiatrice giapponese famosa per aver doppiato Tomoka Tenkubashi nell'anime The Idolmaster Million Live! Theather Days.

### Luo Tianyi V5
L'aggiornamento del VOCALOID3 Luo Tianyi. Rilasciata il 12 febbraio 2023, contiene tre voci cinesi: "Meng" una voce standard, "Ning" una voce dal tono potente e "Wan" una voce dal suono più naturale.

### YANHE V5
L'aggiornamento del VOCALOID3 YANHE. Rilasciata il 12 febbraio 2023, contiene due voci cinesi: "Qing" una voce standard e "Mu" una voce dal tono più dolce.

### Yuezheng Ling V5
L'aggiornamento del VOCALOID3 Yuezheng Ling. Rilasciata il 12 febbraio 2023, contiene due voci cinesi: "Chi" una voce standard e "You" una voce dal tono più pacato.

## Sesta generazione

### Sarah, Allen, Haruka & Akito
Il pacchetto contiene quattro personaggi: Sarah, Allen, Haruka e Akito. Sono dei Vocaloid inglesi (Sarah ed Allen) e giapponesi (Haruka ed Akito) sviluppati dalla YAMAHA. Introdotti come Vocaloid "Silhouette Series", sono compresi in ogni copia del software VOCALOID6, pubblicato il 13 ottobre 2022. Non ci sono ancora informazioni riguardo ai loro voice provider.
Essi hanno de facto sostituito i precedenti Vocaloid "VY Series" e "Standard Vocaloid", presenti gratuitamente in ogni copia di VOCALOID5.

### AI Megpoid
L'aggiornamento del VOCALOID2 Megpoid. Rilasciata il 13 ottobre 2022, contiene una voce in giapponese ed una inglese. A differenza dei suoi predecessori, questo software è compatibile con l'interfaccia VOACALOID:AI, una nuova funzionalità che incorpora l'uso dell'intelligenza artificiale per un risultato più realistico, e alla funzione multilingue che permette al software di cantare in inglese, giapponese e cinese mandarino.
Il 4 luglio 2024, è stato rilasciato un secondo aggiornamento del software con una nuova voce giapponese detta "Solid", anch'esso compatibile con l'interfaccia VOACALOID:AI.

### Po-uta
Po-uta è un Vocaloid inglese rilasciato il 7 marzo 2023 su VOCALOID6 dalla YAMAHA in collaborazione con la Sample Sized LLC. Il suo voice provider è Porter Robinson, un dj statunitense, che ha utilizzato il Vocaloid per il suo album dal titolo Nurture.

### Fuiro
Fuiro (符色) è un Vocaloid giapponese pubblicato il 9 maggio 2023 su VOCALOID6 dalla YAMAHA in collaborazione con la Nana Music Co., Ltd. Il suo voice provider è Philo (フィロ) una cantante e pianista giapponese, che è stata selezionata tramite il concorso "Vocaloid Audition" indetto sull'applicazione giapponese Nana. La boxart è stata illustrata da ORIHARA.

### Zola project V6
L'aggiornamento del pacchetto VOCALOID3 ZOLA PROJECT. Rilasciato il 23 giugno 2023, contiene tre differenti personaggi (YUU, KYO, WIL). A differenza del suo predecessore, questo software è compatibile con l'interfaccia VOACALOID:AI, una nuova funzionalità che incorpora l'uso dell'intelligenza artificiale per un risultato più realistico, e alla funzione multilingue che permette al software di cantare in inglese, giapponese e cinese mandarino.
Nel dicembre 2024 la Internet Co., Ltd ha annunciato la distribuzione fisica del pacchetto (denominata "ZOLA PROJECT Starter Pack"), con una nuova illustrazione realizzata da Hatahiro (波多ヒロ), con l'uscita commerciale fissata per il 20 gennaio 2025.

### AI Otomachi Una
L'aggiornamento del VOCALOID4 Otomachi Una. Rilasciata il 22 giugno 2023, contiene due voci giapponesi ("Sugar" e "Spice"). A differenza del suo predecessore, questo software è compatibile con l'interfaccia VOACALOID:AI, una nuova funzionalità che incorpora l'uso dell'intelligenza artificiale per un risultato più realistico, e alla funzione multilingue che permette al software di cantare in inglese, giapponese e cinese mandarino.

### Sakura, Asahi, Shion & Taku
Il pacchetto contiene quattro Vocaloid giapponesi: due maschili (Asashi e Taku) e due femminili (Sakura e Shion) sviluppati dalla YAMAHA. Introdotti come parte dei Vocaloid "Silhouette Series", sono compresi in ogni copia dell'aggiornamento 6.3.0 del software VOCALOID6, pubblicato il 25 dicembre 2023. Non ci sono ancora informazioni riguardo ai loro voice provider.

### Michelle & Lucas
Il pacchetto contiene due Vocaloid inglese: uno maschile (Lucas) e uno femminile (Michelle) sviluppati dalla YAMAHA. Introdotti come parte dei Vocaloid "Silhouette Series", sono compresi in ogni copia dell'aggionarmeto 6.3.1a del software VOCALOID6, pubblicato il 19 febbraio 2024. Non ci sono ancora informazioni riguardo ai loro voice provider.

### Hibiki Koto
Hibiki Koto (花響 琴) è un Vocaloid giapponese pubblicato il 18 aprile 2024 su VOCALOID6 dalla Internet Co., Ltd. Il suo voice provider è Leon Tachibana (立花れおん Tachibana Reon) una cantante giapponese vincitrice della 25ª edizione del Japan Popular Music Festival National Competition e del King Records Song Championship. La boxart è stata illustrata da Nou.

### Shiki Rowen
Shiki Rowen (式狼縁), noto anche con lo pseudonimo Kemonone Row (獣音ロウ), è un Vocaloid giapponese pubblicato il 26 aprile 2024 su VOCALOID6 dalla MUGEN Co., Ltd. Il suo voice provider è Yuuma (ユウマ) un doppiatore e VTuber giapponese, che ha creato il personaggio di Kemonone Row nel 2010 pubblicandolo nel software UTAU. La boxart è stata illustrata da Yukanuntiusel, e si presenta come il primo Vocaloid di genere kemono (ケモノ) della storia del software.

### GekiyakuV
Gekiyaku (ゲキヤク) è un Vocaloid giapponese pubblicato il 18 luglio 2024 su VOCALOID6, sviluppato dalla KUZUTOKAZE in collaborazione con la YAMAHA. Il suo voice provider è Kurukuru Suuzi (くるくる 数字) un utaite ed illustratrice giapponese.
Originariamente nato per il software UTAU, il personaggio di Gekiyaku è stato successivamente inserito nel software VOCALOID β-STUDIO, prima di essere distribuito commercialmente in diversi pacchetti: voicebank separati, voicebank più editor, voicebank più KazehikiV.

### KazehikiV
Kazehiki (カゼヒキ) è un Vocaloid giapponese pubblicato il 18 luglio 2024 su VOCALOID6, sviluppato dalla KUZUTOKAZE in collaborazione con la YAMAHA. Il suo voice provider è Kurukuru Suuzi (くるくる 数字) un utaite ed illustratrice giapponese.
Originariamente nato per il software UTAU, il personaggio di Kazehiki è stato successivamente inserito nel software VOCALOID β-STUDIO, prima di essere distribuito commercialmente in diversi pacchetti: voicebank separati, voicebank più editor, voicebank più GekiyakuV.

### Galaco Black & White
L'aggiornamento del VOCALOID3 Galaco NEO. Rilasciata il 5 agosto 2024, in onore del decimo anniversario dal primo rilascio, contiene due voci giapponesi: una voce detta "Black" caratterizzata da uno stile di voce naturale e maturo, e una voce "White" con uno stile più dolce e delicato.
A differenza del suoi predecessori, entrambe le versioni di questo software sono compatibili con l'interfaccia VOACALOID:AI, una nuova funzionalità che incorpora l'uso dell'intelligenza artificiale per un risultato più realistico, e alla funzione multilingue che permette al software di cantare in inglese, giapponese e cinese mandarino.

### AI Tsuina-chan
Kisaragi Tsuina (如月ついな), nota anche con il soprannome Tsuina-chan (ついなちゃん), è un Vocaloid giapponese pubblicato il 26 aprile 2024 su VOCALOID6 dalla Internet Co., Ltd. in collaborazione con il "Tsuina, the Ogre Hunter" Project. Il suo voice provider è Mai Kadowaki (門脇 舞以) una cantante, doppiatrice e speaker radiofonica giapponese.
Originariamente nata per i sintetizzatori Voiceroid e Synthesizer V Studio, questo software è compatibile con l'interfaccia VOACALOID:AI, una nuova funzionalità che incorpora l'uso dell'intelligenza artificiale per un risultato più realistico, e alla funzione multilingue che permette al software di cantare in inglese, giapponese e cinese mandarino.

### Yuina & Naoki
Il pacchetto contiene due Vocaloid giapponesi: uno maschile (Naoki) e uno femminile (Yuina) sviluppati dalla YAMAHA. Introdotti come parte dei Vocaloid "Silhouette Series", sono compresi in ogni copia dell'aggiornamento 6.4.3 del software VOCALOID6, pubblicato il 9 ottobre 2024. Non ci sono ancora informazioni riguardo ai loro voice provider.

### Vocalo no Ci-chan
Ci-chan (Ciちゃん) è un Vocaloid giapponese pubblicato il 9 ottobre 2024 su VOCALOID6, sviluppato dalla YAMAHA. Il suo voice provider è Ci the Jiangshi, un utaite e VTuber giapponese che ha debuttato nel panorama discografico come parte del duo musicale Boogey Voxx.
Similmente quanto accaduto a Gekiyaku e Kazehiki, il personaggio era stato originariamente inserito nel software VOCALOID β-STUDIO, prima di essere distribuito commercialmente in diversi pacchetti: voicebank, voicebank più editor.

### Kanade
Kanade Kanon (花奏かのん), nota semplicemente come Kanade (花奏) è un Vocaloid giapponese pubblicato il 27 novembre 2024 su VOCALOID6, sviluppato dalla YAMAHA in collaborazione con la 774 inc. Il suo voice provider è Kanade Kanon, una bassista e VTuber giapponese che ha debuttato nel progetto VApArt (ブイアパ) sviluppato dall'agenzia 774 Inc.
Similmente quanto accaduto a Gekiyaku, Kazehiki e Ci-chan, il personaggio era stato originariamente inserito nel software VOCALOID β-STUDIO, prima di essere distribuito commercialmente in diversi pacchetti: voicebank, voicebank più editor.

### Jessica, Matthew, Brian & Sandra
Il pacchetto contiene quattro Vocaloid inglese: due maschili (Matthew e Brian) e due femminili (Jessica e Sandra) sviluppati dalla YAMAHA. Introdotti come parte dei Vocaloid "Silhouette Series", sono compresi in ogni copia dell'aggiornamento 6.5.0 del software VOCALOID6, pubblicato il 18 dicembre 2024. Non ci sono ancora informazioni riguardo ai loro voice provider.

### Uge
And Uge (杏戸ゆげ, Ando Yuge), nota semplicemente come Uge (雪解) è un Vocaloid giapponese pubblicato il 15 gennaio 2025 su VOCALOID6, sviluppato dalla YAMAHA in collaborazione con la 774 inc. Il suo voice provider è And Uge, una VTuber giapponese che ha debuttato nel progetto VApArt (ブイアパ) sviluppato dall'agenzia 774 Inc.
Similmente quanto accaduto a Gekiyaku, Kazehiki, Ci-chan e Kanade, il personaggio era stato originariamente inserito nel software VOCALOID β-STUDIO, prima di essere distribuito commercialmente in diversi pacchetti: voicebank, voicebank più editor.

### Kasukabe Tsumugi
Kasukabe Tsumugi (春日部つむぎ) è un Vocaloid giapponese pubblicato il 3 marzo 2025 su VOCALOID6, sviluppato dalla YAMAHA in collaborazione con il KasukabeTsumugi Project. Il suo voice provider è Kasukabe Tsumugi, una VTuber giapponese che ha debuttato nel progetto Activ8 sviluppato dall'agenzia Upd8.
Similmente quanto accaduto a Gekiyaku, Kazehiki, Ci-chan, Kanade e Uge, il personaggio era stato originariamente inserito nel software VOCALOID β-STUDIO, prima di essere distribuito commercialmente in diversi pacchetti: voicebank, voicebank più editor.

### AI Yuzuki Yukari
L'aggiornamento del VOCALOID3 Yuzuki Yukari. Rilasciata il 13 marzo 2025, in onore del quattordicesimo anniversario dal primo rilascio, contiene una voce giapponese caratterizzata da uno stile di voce naturale e maturo.
A differenza del suoi predecessori, questo software è compatibile con l'interfaccia VOACALOID:AI, una nuova funzionalità che incorpora l'uso dell'intelligenza artificiale per un risultato più realistico, e alla funzione multilingue che permette al software di cantare in inglese, giapponese e cinese mandarino.

### Kotonoha Akane & Aoi
Kotonoha Akane & Aoi (琴葉 茜・葵) sono dei Vocaloid giapponesi pubblicati il 25 aprile 2025 su VOCALOID6 dalla Internet Co., Ltd. in collaborazione con l'AI Inc. Il loro voice provider è Yui Sakakibara (榊原ゆい) una cantante giapponese. 
Originariamente nata per i sintetizzatori Voiceroid e Synthesizer V Studio, questo software è compatibile con l'interfaccia VOACALOID:AI, una nuova funzionalità che incorpora l'uso dell'intelligenza artificiale per un risultato più realistico, e alla funzione multilingue che permette al software di cantare in inglese, giapponese e cinese mandarino.

### Kana & Hayato
Il pacchetto contiene due Vocaloid giapponesi: uno maschile (Hayato) e uno femminile (Kana) sviluppati dalla YAMAHA. Introdotti come parte dei Vocaloid "Silhouette Series", sono compresi in ogni copia dell'aggiornamento 6.6.0 del software VOCALOID6, pubblicato l'11 giugno 2025. Non ci sono ancora informazioni riguardo ai loro voice provider.

### AI Kizuna Akari
L'aggiornamento del VOCALOID4 Kizuna Akari. Rilasciata il 13 giugno 2025, in onore del settimo anniversario dal primo rilascio, contiene una voce giapponese caratterizzata da uno stile di voce naturale e delicato.
A differenza del suoi predecessori, questo software è compatibile con l'interfaccia VOACALOID:AI, una nuova funzionalità che incorpora l'uso dell'intelligenza artificiale per un risultato più realistico, e alla funzione multilingue che permette al software di cantare in inglese, giapponese e cinese mandarino.

### AI NurseRobot_TypeT
NurseRobot_TypeT (ナースロボ＿タイプＴ),  nota anche con il soprannome TT-chan (TTちゃん) è un Vocaloid giapponese pubblicato il 16 luglio 2025 su VOCALOID6 dalla YAMAHA in collaborazione con il "Kuranari Private Hospital" Project. Il suo voice provider è Matsuokayu (松尾粥) un utaite ed illustratrice cinese.
Originariamente nato per il software UTAU, per poi essere rilasciata anche Coeiroink e Voicevox, questo software è compatibile con l'interfaccia VOACALOID:AI, una nuova funzionalità che incorpora l'uso dell'intelligenza artificiale per un risultato più realistico, e alla funzione multilingue che permette al software di cantare in inglese, giapponese e cinese mandarino.

## Vocaloid privati

### Akikoroid-Chan
Akikoroid-Chan è un Vocaloid nato dalla collaborazione tra Yamaha e LAWSON, una catena di conbini giapponese molto famosa. Il suo voicebank è privato. Il Vocaloid non è potuto più essere disponibile dal 23 luglio 2014, ma è sempre rimasta la mascotte della LAWSON.

### Galaco
Galaco è un Vocaloid femminile privato, è distribuita Dwago Internet. Disegnata da Kei e doppiata da Kou Shibasaki. Il 5 agosto del 2014, giorno del primo anniversario dal suo lancio, viene rilasciata la sua versione pubblica per Vocaloid NEO.

### Ueki-loid
Ueki-loid (植木ロイド) è un Vocaloid privato. Il suo voice provider è passato a miglior vita prima di terminare le registrazioni, e quindi il progetto è stato interrotto. Con la tecnologia di oggi è stato possibile recuperare i fonemi mancanti da delle vecchie registrazioni del famoso cantante, commediante, attore e chitarrista giapponese.

### Hide
Hide è un Vocaloid privato. Come è capitato con Ueki-loid, il suo voice provider è passato a miglior vita, ma grazie alla tecnologia di oggi è stato possibile recuperare i fonemi dalle vecchie registrazioni dell'ex chitarrista giapponese dei X Japan.

### Project 575
Nel videogioco Project 575 della SEGA, sono utilizzate le voicebank private dei Vocaloid giapponesi Masaoka Azuki e Kobayashi Matcha. Il 12 luglio 2017, vengono rilasciate le versioni commerciali dei personaggi per VOCALOID4.

### ONA
ONA è la mascotte alternativa del Vocaloid spagnolo MAIKA, dove viene rappresentata per il suo uso in lingua catalana. Inoltre è stata la prima Vocaloid privata non giapponese ad apparire in un concerto.

### Anri Rune
Anri Rune (杏梨ルネ) è un Vocaloid nato dalla collaborazione tra Yamaha e Fuji TV, la più grande emittente televisiva privata del Giappone. Il suo voicebank è privato. Il Vocaloid non è potuto più essere disponibile da gennaio 2015, ma è sempre rimasta una delle mascotte di Fuji TV.

### Kojiloid
Kojiloid (コジロイド) è un Vocaloid inglese sviluppato dalla Crypton Future Media. Il suo voice provider è Kojima (コジマ), un insegnante d'inglese che ha contribuito alla creazione di Hatsune Miku English. Infatti il Vocaloid è stato utilizzato come guida per la creazione mimica e fonetica del parlato di Kojima per il rilascio di Hatsune Miku English V3.

### Zhang Chuchu
Zhang Chuchu (章 楚楚 Zhāng Chǔchǔ) è un Vocaloid privato cinese sviluppato dalla Shanghai Wangcheng Information Technology Co. Ltd. in collaborazione con la Chengdu Yuefang Cultural Broadcast Co. Il suo voice provider è Wan Su (苏婉 Sū Wǎn), una doppiatrice cinese.
Il Vocaloid è stato reso disponibile verso aprile 2018, ma non è mai stato rilasciato commercialmente.

### Yuecheng
Yuecheng (悦成 Yuèchéng) è un Vocaloid privato cinese sviluppato dalla Shanghai Wangcheng Information Technology Co. Ltd. in collaborazione con la Chengdu Yuefang Cultural Broadcast Co. Il suo voice provider è Nuochen (诺辰 Nuòchén), un doppiatore cinese.
Il Vocaloid è stato reso disponibile verso aprile 2018, ma non è mai stato rilasciato commercialmente.

### Hibari Misora
Hibari Misora (美空 ひばり) è un Vocaloid privato, sviluppato per l'interfaccia VOCALOID:AI. Come è capitato con Ueki-loid e Hide, la sua voice provider è passata a miglior vita, ma grazie alla tecnologia di oggi è stato possibile, grazie alla Nippon Columbia, recuperare i fonemi dalle vecchie registrazioni ritrovate dalla famosa cantante ed attrice giapponese.

## Vocaloid cancellati

### Suzune Ring
Basata sulla voce di MiKA, cantante del gruppo Daisy X Daisy, era un Vocaloid in fase di completamento. La casa produttrice annunciò anche un videogame basato su di lei. Attualmente non si hanno più aggiornamenti su di lei. Insieme a Hibiki Lui è uno dei design vincitori di un contest, e sono entrambi basati sul concetto di R (Ring) e L (Lui). Il suo primo nome era Ring Suzunone.

### Hibiki Lui
Insieme a Ring Suzune era un Vocaloid in attesa di rilascio. Seguendo il concept dei Kagamine che li prevedeva L (Len) e R (Rin), anche loro sono R (Ring) e L (Lui). Si crede che Lui sia la trascrizione fonetica di Louis, anche se non è mai stato confermato.

### SeeU English
Poco dopo il rilascio di SeeU su VOCALOID3, la SBS A&T Co., Ltd. ha confermato che era in fase di sviluppo una voce interamente in lingua inglese, con la possibilità di rendere SeeU il primo Vocaloid trilingue della storia del software. Tuttavia, in seguito ad alcune difficoltà riscontrate nello sviluppo, nonché all'arresto della voice provider Kim Da Hee per estorsione, il progetto è stato sospeso.

### ALYS
ALYS era stato progettato per essere il primo VOCALOID di VoxWave, così come il primo Vocaloid francese. Sarebbe dovuta essere disponibile per il motore VOCALOID3 e avrebbe avuto una voicebank francese e una giapponese se la sua campagna avesse avuto successo. Tuttavia, il 12 luglio 2014, è stato annunciato che ALYS sarebbe stata disponibile per il motore di CeVIO Creative Studio e il progetto Vocaloid è stato abbandonato. Il 15 dicembre 2015, VoxWave annunciò che, per motivi finanziari, ALYS sarebbe stata rilasciata per il motore Alter/ego, come effettivamente accaduto il 12 marzo 2016.
La sua voice provider è la utaite francese Poucet.

### Zhanyin Lorra
Zhanyin Lorra (战音Lorra Zhànyīn Lorra) fu un potenziale Vocaloid cinese prodotto dalla Shanghai HENIAN Information Technology Co. Ltd. in collaborazione con NetEase. Sarebbe dovuta essere disponibile per VOCALOID3 e inoltre sarebbe stata la mascotte dell'online RPG ZhanyinOL. La sua doppiatrice sarebbe stata Gui Xian Ren (龟仙人 Guī Xiān Rén) una cantante, doppiatrice e speaker radiofonica cinese.
Nonostante l'annuncio sul completamento della voicebaink, nel febbraio 2016 è stata confermata la sospensione del progetto a causa dell'abbandono da parte della NetEase.

### UNI Append/English
Poco dopo il rilascio di UNI su VOCALOID4, la ST Media ha confermato che erano in fase di sviluppo un pacchetto Append, ovvero un'estensione con due voci coreane ("Power" e "Soft"), e una voce in lingua inglese. Tuttavia, in seguito al mancato supporto dei prodotti antecedenti a VOCALOID5 da parte della YAMAHA, il progetto è stato sospeso.
Una nuova versione di UNI, con sedici nuovi stili vocali e con un'interfaccia multilingue, è stata resa successivamente disponibile sul sintetizzatore Synthesizer V Studio 2 a partire dal 21 marzo 2025.

### Lucía e LUAN
Lucía e LUAN furono dei potenziali Vocaloid spagnoli ideati da GiuseppeVocaloidMaster. Sarebbero stati disponibili su VOCALOID4 e sarebbero stati doppiati rispettivamente da Lucía, un'amica di Giuseppe, ed Akuo, conosciuto su YouTube come AkuoP. Tuttavia non vennero rilasciati commercialmente a causa delle critiche negative riguardanti le demo di LUAN e sull'accento castigliano di Lucía.

### Ausgris/Aurum
Ausgris fu un potenziale Vocaloid inglese sviluppato dalla VocaTone come parte di un pacchetto composto da tre personaggi che sarebbe stato disponibile su VOCALOID4. Tuttavia nel 2020, è stato annunciato che VocaTone avrebbe successivamente sviluppato i suoi nuovi personaggi sul motore Maghni AI e il progetto Vocaloid è stato abbandonato. Il suo nome è stato successivamente cambiato in Aurum, scelta dovuta alla difficoltà di pronuncia del nome precedente.

### Audine
Audine fu un potenziale Vocaloid inglese sviluppato dalla VocaTone come parte di un pacchetto composto da tre personaggi che sarebbe stato disponibile su VOCALOID4. Nonostante non sia stato presentato nulla durante il sviluppo ai tempi di Vocaloid, durante la presentazione del motore Maghni AI è stata confermata come uno dei tre personaggi sviluppati per il motore Vocaloid assieme ad Ausgris/Aurum. Come per Ausgris/Aurum, dopo l'annuncio dello spostamento del progetto su Maghni AI, il progetto Vocaloid è stato abbandonato.

### VIVI
VIVI fu un potenziale Vocaloid sviluppato dalla producer PurinxPop in collaborazione con la Zero-G. Sarebbe stata disponibile su VOCALOID4 e sarebbe stato il secondo Vocaloid trilingue della storia del software dopo Hatsune Miku. Tuttavia, tre giorni dopo l'annuncio di presentazione, è stata confermata la sospensione del progetto a causa di problemi riscontrati per l'ottenimento della licenza per lo sviluppo del Vocaloid.

### IA English
Fu un potenziale aggiornamento del VOCALOID3 IA, che avrebbe contenuto una voce interamente in lingua inglese, suggerendo anche un possibile rilascio dell'aggiornamento IA V4. Tuttavia, il 29 giugno 2018, IA ENGLISH C è stato rilasciato per il motore di CeVIO Creative Studio e il progetto sul sintetizzatore Vocaloid è stato abbandonato.

### COCOROBO
Annunciato come potenziale voicebank giapponese sviluppato da SHARP, doppiata da Ibuki Kido (木戸衣吹) e illustrata dal mangaka Kinusa Shimotsuki. Dal 2018 non si hanno notizie riguardo al suo sviluppo e si presume che il progetto sia stato cancellato.

### Zing
Zing, mascotte del rhythm game Zyon, fu un potenziale Vocaloid cinese prodotto dalla EXIT TUNES in collaborazione con la Aquatrax. Sarebbe dovuta essere disponibile su VOCALOID4 e sarebbe stata un Vocaloid trilingue in grado di cantare in cinese, giapponese e inglese. Dal 2018 non si hanno notizie riguardo al suo sviluppo e si presume che il progetto sia stato cancellato.

### Yao Luniang
Yao Luniang (妖 鹿娘 Yāo Lùniáng), mascotte della NetEase Comics, fu un potenziale Vocaloid cinese prodotto dalla Shanghai Wangcheng Information Technology Co. Ltd. in collaborazione con la stessa NetEase. Sarebbe dovuta essere disponibile su VOCALOID4 e sarebbe stata doppiata da Shaonian Shuang (少年爽 Shàonián Shuǎng) una cantante cinese. Tuttavia, a causa dell'attuale inattività della Shanghai Wangcheng Information Technology Co. Ltd, il progetto Vocaloid è stato sospeso.